# III symfonia Mendelssohna
III symfonia a-moll op. 56, nazywana Symfonią „Szkocką”, skomponowana przez Feliksa Mendelssohna.
Symfonia jest reminiscencją jego podróży do Szkocji na początku 1829 roku i już wtedy została zapoczątkowana, ale ukończona została dopiero w roku 1842. Nie była publikowana przez wiele lat. Symfonia została zadedykowana księżniczce Wiktorii, przyszłej królowej Zjednoczonego Królestwa. Jej prawykonanie miało miejsce 3 marca 1842 w Lipsku.
Utwór wykonywany jest przez orkiestrę w obsadzie: dwa flety, dwa oboje, dwa klarnety in A i B, flet, dwa fagoty, dwa rogi in C i A, dwa rogi in E, F i C, dwie trąbki in D, kotły i smyczki. Składa się on z czterech części:
1. Andante con moto – Allegro un poco agitato
2. Vivace non troppo
3. Adagio
4. Allegro vivacissimo – Allegro maestoso assai

Druga część nawiązuje do szkockiej muzyki ludowej.

## Media
- W przypadku problemów z odtwarzaniem zobacz instrukcję obsługi